# Fidel Olivas Escudero
Fidel Olivas Escudero (Llama, Áncash, 22 de septiembre de 1850 - Huamanga, 11 de abril de 1935) fue un religioso peruano, intelectual y político peruano. Fue diputado por Pomabamba entre 1895 y 1897 y obispo de Ayacucho (1900-1935).

## Biografía
Fidel Olivas Escudero nació en el pueblo de Llama, departamento de Ancash, el 22 de septiembre de 1850. Sus padres fueron los hacendados Mariano Olivas y Juliana de Escudero y Sotomayor. Sus primeros años de estudios los realizó en Pomabamba y Huari.
Se trasladó a Lima para seguir estudios secundarios en el colegio Guadalupe. Continua sus estudios en el seminario Santo Toribio de Mogrovejo. En el seminario se quebranta su salud, por lo que abandona temporalmente sus estudios para regresar a su pueblo. Estando convaleciente, recibe la visita de su tío Joaquín de Escudero, quien le promete ayudar a culminar sus estudios enviándole a Santiago de Chile.
El 1 de abril de 1874, recibió la sagrada orden del sacerdocio de manos del arzobispo Rafael Valentín Valdivieso. Al día siguiente celebró su primera misa, después de ordenado sacerdote. Es nombrado capellán del convento de la Inmaculada Concepción y profesor en el seminario central de Santiago.
En 1877 retornó al Perú y se estableció en Huaraz, fundando el colegio San Agustín; y en 1886, el colegio Santa Rosa de Viterbo que sería destinada para la educación de las niñas. De la misma forma, sus dotes intelectuales le llevaron a fundar los periódicos: La Aurora de los Andes (1877-78); El Obrero de Ancash (1880-81) y La Justicia (1892-1900).
En 1895 fue elegido diputado por la provincia de Pomabamba cargo que ejercería por un periodo de dos años. Dejó el cargo por renovación por tercios, es decir se sorteaba quienes deberían dejar el cargo.

### Obispado
Es elegido Obispo por el Congreso el 21 de septiembre de 1899. Fue preconizado por Roma el 19 de abril de 1900 y consagrado Obispo, en Lima el 15 de agosto de 1900 e hizo su entrada a la ciudad de Huamanga el 14 de septiembre de 1900. Sus primeras medidas estuvieron encaminadas a la reorganización del seminario de Ayacucho. Luego realiza la visita pastoral por toda su diócesis, evangelizando.
En 1905 emprende viaje a Roma y luego visita la tierra santa y media ante el gobierno peruano para que se cree el distrito de Llama, en su provincia natal. Durante su obispado realizó tres sínodos: el primero en 1908, el segundo en 1912, y el tercero en 1918.
Falleció en la ciudad de Huamanga, el 11 de abril de 1935 y en 1960, un distrito de la provincia de Mariscal Luzuriaga pasó a llevar su nombre.

## Obras
- Geografía del Perú, Catecismo, Obras (1911) en seis volúmenes
- Flores de santidad en el ameno jardín de la diócesis de Huamanga (1922)
- Apuntes para la Historia de Huamanga o Ayacucho (1924)
- Suplemento para la Historia de Ayacucho.